# Povolide
Povolide is een plaats (freguesia) in de Portugese gemeente Viseu en telt 1959 inwoners (2001).